# Marina de Wolf centrum
Het Marina de Wolf centrum is een psychiatrische kliniek, gespecialiseerd in het behandelen van angst- en dwangstoornissen. De behandelwijze is een combinatie van cognitieve gedragstherapie en exposure, het geleidelijk blootstellen van de patiënt aan beangstigende situaties, waardoor die leert met angst om te gaan. Patiënten kunnen in de kliniek worden opgenomen of in deeltijdbehandeling gaan, afhankelijk van hun situatie. Het centrum ligt in Ermelo en is onderdeel van GGZ Centraal.